# 舞蹈电影
舞蹈电影（英語：Dance film），又称屏幕舞蹈（screen dance）是一种电影形式，其会通过舞蹈、芭蕾来揭示启发性的挑战和影片的核心主题，这些主题可以与叙事或故事、存在状态，或更具实验性和形式化的关注点相关。在此类影片中，編舞的创作通常仅存在于电影或视频中。舞蹈电影会利用拍摄和剪輯技巧来为情節带来转折，展现多层次的现实，以及情感或心理的深度。
舞蹈电影也被视为将原本为现场表演创作的舞蹈作品进行电影化改编。当现有的舞蹈作品为了拍摄而进行改编时，往往会运用各种电影技术。根据对原作在编舞或呈现方式上的调整，拍摄的版本可能会被视为“舞蹈影像”（dance for camera）。然而，对于从事舞蹈与电影或视频的工作者来说，这些定义尚无统一共识。

## 例子
由劳埃德·纽森创办的DV8形体剧院以将舞台作品改编成电影版本而闻名。1996年，DV8形体剧院将舞台剧《阿基里斯进场》改编为电影，这部电影后被视为“舞蹈影像”的经典之作。近年来备受赞誉的作品还包括《活着的代价》。
理查德·詹姆斯·艾伦和卡伦·珀尔曼负责的澳大利亚物理电视公司（The Physical TV Company）以创作将电影与舞蹈结合的原创作品而闻名。其创作的舞蹈电影包括《橡胶人接受诺贝尔奖》 （Rubberman Accepts The Nobel Prize，2001）、《决不投降》（No Surrender，2002）和《闲暇时光爵士》（Down Time Jaz，2003）。这些作品分别涉及了喜剧、视觉效果、戏剧及动画领域。
英国编舞家兼电影制作人利兹·阿吉斯制作过多部舞蹈电影，其中包括受BBC舞蹈影像频道（BBC Dance for Camera）委托制作的《动作控制》（Motion Control），该片曾获得过多个奖项。
比利·考伊 (Billy Cowie) 是3D舞蹈电影的先驱者之一。他曾将其作品以装置艺术的形式在画廊中展出。1982年至2003年间，考伊与阿吉斯合作过多次。他的作品包括《复生》（In the Flesh）、《孤独探戈》（Tango de Soledad）、《五个肖像》（Cinco Retratos）和《超越》（Jenseits）。